# 't Vlaandertje
 't Vlaandertje is een buurtschap in de gemeente Borsele in de Nederlandse provincie Zeeland. De buurtschap is gelegen ten zuiden van Heinkenszand en ten oosten 's-Heerenhoek aan de Oudezanddijk, de Vlaandertsedijk en de Vlaandertseweg. Alle drie de wegen zijn dijken. 't Vlaandertje bestaat voornamelijk uit boerderijen. De boerderijen zijn verspreid over de drie wegen en liggen niet dicht bij elkaar, waardoor je 't Vlaandertje niet zo snel als kern zou zien.
De postcode van 't Vlaandertje is 4451, de postcode van Heinkenszand.
Dorpen: Baarland · Borssele · Driewegen · Ellewoutsdijk · 's-Gravenpolder · 's-Heer Abtskerke · 's-Heerenhoek · Heinkenszand · Hoedekenskerke · Kwadendamme · Lewedorp · Nieuwdorp · Nisse · Oudelande · Ovezande

Buurtschappen: Baarsdorp · Bakendorp · Coudorpe · Graszode · Knaphof · Koekoek · Langeweegje · Het Oudeland · Rijkebuurt · Scheldeoord · Sinoutskerke · 't Vlaandertje · De Zak 

Zeeland: Steden en dorpen in Zeeland      Nederland: Provincies · Gemeenten